# Silence Becomes It
Silence Becomes It es el primer álbum de la banda portuguesa Silence 4, fue lanzado en 1998. Ganó seis discos de platino por la venta de más de 240.000 copias en Portugal, siendo uno de los álbumes más vendidos en la historia del país luso.

## Temas
1. Goodbye Tomorrow
2. Borrow
3. Dying Young
4. Old Letters
5. Angel Song
6. My Friends
7. A (Very) Little Respect
8. Sextos Sentidos
9. We
10. Breeders
11. Eu não sei dizer
12. Cry
13. A Little Respect
14. Teeth Against The Glass
15. Sex freak (tema oculto)

## Créditos
- Rui Costa - Bajo, guitarra eléctrica
- Tozé Pedrosa - Batería
- David Fonseca - Voz, guitarra acústica, pandereta
- Sofia Lisboa - Voz
- Luis Coradinho - Productor ejecutivo
- Mandy Parnell - Masterización
- Marsten Bailey - Producción (temas 7 e 13)
- Mário Barreiros - Producción (temas 1-6, 8-12 e 14), grabación y mezclas.
- Nélson Carvalho - Asistente de grabación y mezclas

- Datos: Q3282895